# Kučmice
Kučmice (znanstveno ime Galerina) so rod gliv iz družine koreninark (Hymenogastraceae).

## Značilnosti
Kučmice spadajo med tako imenovane "majhne rjave gobe", ki jih je težko natančno ločiti na rodove in vrste. Med skupne značilnosti kučmic so stožčasti do zvonasti klobuki, lističi, ki so pritrjeni na dolg in vitek bet, trosni prah rjave barve in ornamentirani trosi. Pri približno polovici vrst imajo mladr gobr kopreno, ki se razteza med betom in robom klobuka ter po razprtju ostane vidna na betu kot rahel obroček. Kučmice so gniloživke in rastejo na gnijočem lesu in med mahom.
V naravi jih je težko ločiti od številnih podobnih rodov, kot so luskinarji (Pholiota), trobljice (Tubaria), stožke (Conocybe), luskinčki (Pholiotina), njivnice (Agrocybe), plamenke (Gymnopilus) in gologlavke (Psilocybe). Najlažja je določitev tistih kučmic, ki so povezane z mahom.

## Seznam kučmic Slovenije[4]
- ampulna kučmica (Galerina ampullaceocystis)
- Atkinsonova kučmica (Galerina atkinsoniana)
- temnobetna kučmica (Galerina badipes)
- betičasta kučmica (Galerina calyptrata)
- vlažna kučmica (Galerina clavata)
- travnata kučmica (Galerina graminea)
- mokrotna kučmica (Galerina heterocystis)
- mahovna kučmica (Galerina hypnorum)
- obrobljena kučmica (Galerina marginata)
- drobcena kučmica (Galerina nana)
- močvirska kučmica (Galerina paludosa)
- pritlikava kučmica (Galerina pumila)
- vrbina kučmica (Galerina salicicola)
- šotna kučmica (Galerina sphagnorum)
- spolzka kučmica (Galerina stylifera)
- velikotrosna kučmica (Galerina subclavata)
- vrtnarska kučmica (Galerina sulciceps)
- spremenljiva kučmica (Galerina vittiformis)
- beloroba kučmica (Galerina tibiicystis)
- zaobljena kučmica (Galerina uncialis)